# Long Walk to Freedom
Longa Caminhada Até a Liberdade (Long Walk to Freedom) é uma autobiografia escrita pelo presidente da África do Sul, Nelson Mandela, e publicada primeiro em 1994 pela Little Brown & Co. O livro relata a vida, a educação e vinte e sete anos de prisão de Nelson Mandela. Sob o regime da apartheid, Mandela foi considerado terrorista e preso na infame ilha de Robben por seu papel como líder do ANC, então proscrito. Depois, ele obteve reconhecimento internacional pela sua liderança como presidente e trabalhar para reconstruir a sociedade segregada do país. Os últimos capítulos do livro descrevem a sua ascensão política e a sua convicção de que a luta continuava contra o apartheid na África do Sul.
Mandela dedicou seu livro aos "meus seis filhos, Madiba e Makaziwe (minha primeira filha) – ambas já mortas – e a Makgatho, Makaziwe, Zenani e Zindzi, cujo apoio e amor eu valorizo; aos meus vinte e um netos e três bisnetos, que tanta felicidade me dão; e a todos os meus amigos, camaradas e compatriotas sul-africanos a quem sirvo, e cuja coragem, determinação e patriotismo continuam a ser para mim uma fonte de inspiração."